# St. Elmo (film 1910 Vitagraph)
St. Elmo è un cortometraggio muto del 1910. Il nome del regista non viene riportato nei credit del film che fu sceneggiato da Augusta Jane Evans Wilson, la stessa autrice dal cui romanzo è tratto il film.
Gli interpreti sono Maurice Costello e Florence Turner.
Il romanzo della scrittrice statunitense diede spunto ad altre versioni cinematografiche: una del 1914, interpretata dalla stessa romanziera e diretta da J. Gordon Edwards e una del 1923, che aveva come protagonisti John Gilbert e Barbara La Marr.

## Produzione
Prodotto dalla Vitagraph Company of America.

## Distribuzione
Distribuito dalla Vitagraph, il film - un cortometraggio in una bobina - uscì nelle sale cinematografiche statunitensi il 23 aprile 1910.

## Differenti versioni
- St. Elmo   (1910)
- St. Elmo di J. Gordon Edwards (1914)
- St. Elmo di Jerome Storm   (1923)